# Colonia Rubén Figueroa Alcocer
Colonia Rubén Figueroa Alcocer är en ort i Mexiko.   Den ligger i kommunen Acapulco de Juárez och delstaten Guerrero, i den södra delen av landet, 290 km söder om huvudstaden Mexico City. Colonia Rubén Figueroa Alcocer ligger 24 meter över havet och antalet invånare är 306.
Terrängen runt Colonia Rubén Figueroa Alcocer är kuperad åt nordväst, men åt sydost är den platt. Runt Colonia Rubén Figueroa Alcocer är det tätbefolkat, med 397 invånare per kvadratkilometer. Närmaste större samhälle är Acapulco, 8,9 km väster om Colonia Rubén Figueroa Alcocer. Omgivningarna runt Colonia Rubén Figueroa Alcocer är en mosaik av jordbruksmark och naturlig växtlighet.